# Azophi (inslagkrater)

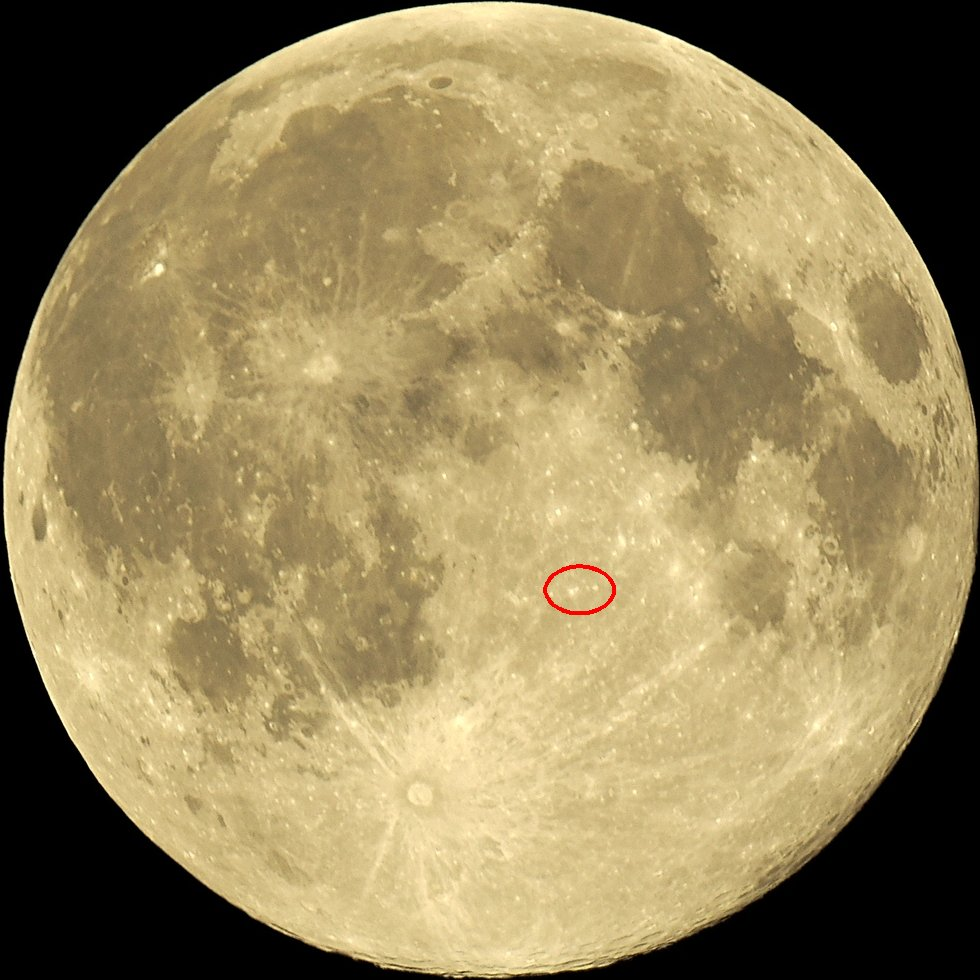
De locatie van Azophi op de Maan

Azophi is een inslagkrater op de maan, die in de rotsachtige zuid-centrale hooglanden van de Maan ligt. De noordwestelijke rand raakt aan de smallere krater Abenezra. Ten zuidoosten van de Azophi ligt de Sacroboscokrater.
De buitenste rand van de krater heeft een ietwat veelhoekige vorm met ronde hoeken. De rand is relatief scherp en de wanden zijn steil. De randen zijn beschadigd door inslagen van andere kraters, met de uitzondering van Azophi C, die in de binnenste noordoostelijke rand ligt.
De krater is genoemd naar de 10e-eeuwse Perzische wiskundige en astronoom Abd-al-Rahman Al Sufi. De benaming werd gegeven door Giovanni Battista Riccioli.

## Eerdere benaming
Michael van Langren gaf aan deze krater de naam Mersenni.

## Satellietkraters
| Azophi | Breedtegraad | Lengtegraad | Doorsnede |
| ------ | ------------ | ----------- | --------- |
| A      | 24,4° ZB     | 11,2° OL    | 29 km     |
| B      | 23,6° ZB     | 10,6° OL    | 19 km     |
| C      | 21,8° ZB     | 13,1° OL    | 5 km      |
| D      | 24,3° ZB     | 13,4° OL    | 9 km      |
| E      | 23,5° ZB     | 13,8° OL    | 5 km      |
| F      | 22,2° ZB     | 13,9° OL    | 6 km      |
| G      | 23,9° ZB     | 12,3° OL    | 53 km     |
| H      | 25,5° ZB     | 11,8° OL    | 21 km     |
| J      | 21,2° ZB     | 13,1° OL    | 8 km      |